# Rahel Varnhagen von Ense

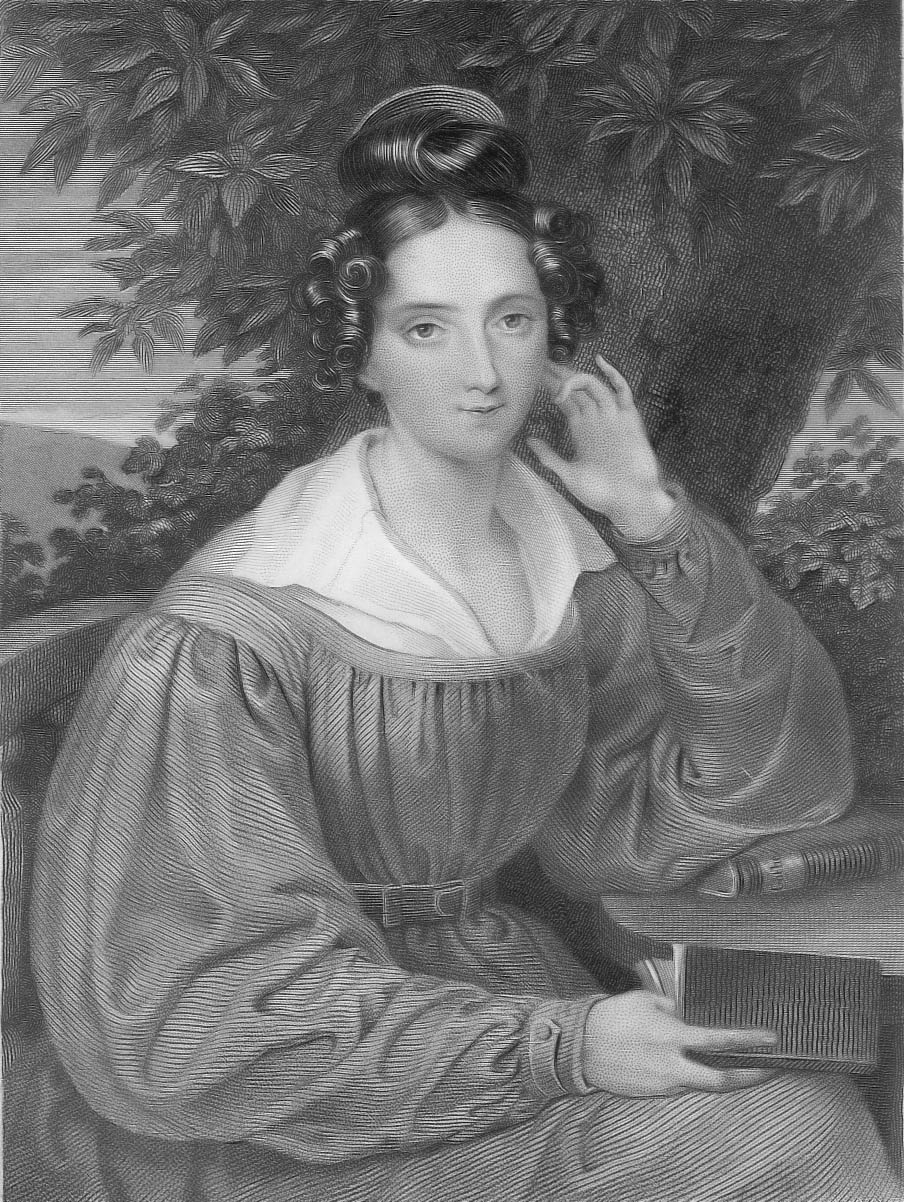
Rahel Varnhagen von Ense

Rahel Varnhagen von Ense (Berlín, 19 de mayo de 1771-ibídem, 7 de marzo de 1833), también: Rahel Levin (nombre de nacimiento), Rahel Robert (nombre adoptado por la familia a mediados de los años 1790), Friedericke Antonie (nombre de bautizo después de 1814) fue una escritora alemana. Rahel Varnhagen vivió durante la época del romanticismo y advocó las posiciones de la ilustración europea. También abogó por la emancipación de los judíos y de las mujeres.

## Biografía

### Orígenes y primer salón
Rahel Varnhagen nació en 1771 en Berlín siendo la hija mayor del comerciante de joyas, Markus Levin y su esposa Chaie Levin, ambos de origen judío. Su padre era un hombre despótico del que ella dijo: "ha destruido salvajemente mi juventud y mi vida". Tuvo amistad íntima con las hijas de Moses Mendelssohn, Dorotea y Henriette. Juntas conocieron a Henriette Herz que fue la anfitriona de uno de los primeros salones literarios de Berlín. Rahel Varnhagen se asoció íntimamente con Herz y se movían en los mismos círculos intelectuales.
Entre 1790 y 1806 Rahel Varnhagen fue la anfitriona de su primer salón literario, que fue frecuentado por poetas, escritores, investigadores, políticos y aristócratas, sin distinción de clases sociales o religiosas. Entre los que frecuentaban regularmente su casa en esta época estaban: Jean Paul, Ludwig Tieck, Ernst von Pfuel, Friedrich Schlegel,  Wilhelm von Humboldt, Alexander von Humboldt, Friedrich de la Motte Fouqué, Friedrich von Gentz, el príncipe Luis Fernando de Prusia y su amante Pauline Wiesel.
Rahel Varnhagen asombraba a sus invitados por su originalidad y por su intuición para la música y la literatura. El diplomático y poeta sueco, Karl Gustav von Brinckman (1764-1847), que fue uno de los invitados regulares a sus veladas, dijo sobre las habilidades de Varnhagen: "...ella todo lo entiende, todo lo siente, y lo que dice, lo hace de forma tan divertida y paradójica, es tan acertado, verdadero y profundo, que cuando uno lo repite años más tarde y piensa sobre su significado, uno se asombra de nuevo".
Entre los convidados de este primer salón estaba el diplomático español, Rafael de Urquijo, enviado del rey usurpador napoleónico José I de España, con el que más tarde Varnhagen estaría comprometida por corto tiempo. En 1806, este primer salón tuvo un abrupto y violento final con la derrota y ocupación de Prusia por Napoleón. Uno de sus más distinguidos miembros, el príncipe Luis Fernando de Prusia murió en combate contra los franceses. Otros miembros huyeron de Berlín y otros, como Ernst von Pfuel, se unieron a la lucha contra Napoleón en tierras lejanas.

### Matrimonio y segundo salón
En 1813, durante las guerras de la Sexta Coalición, Rahel Varnhagen organizó en Praga el cuidado de los heridos de todos los bandos y recaudó donaciones para las viudas y huérfanos de la guerra. Tras relaciones amorosas desafortunadas con Karl von Finckenstein, su primer amor y el ya mencionado Rafael de Urquijo, Rahel se convierte al cristianismo y se casa el 27 de septiembre de 1814 con el diplomático, historiador y publicista Karl August Varnhagen von Ense. Acompañó a su esposo, que era parte de la delegación prusiana encabezada por Karl August von Hardenberg, al Congreso de Viena. 
En octubre de 1819 regresó con su esposo a Berlín, donde se instalan en una casa en la calle Mauerstraße. Rahel Varnhagen organizó al poco tiempo de su regreso, su segundo salón literario. Entre los invitados regulares de este segundo salón, estaban los miembros de la familia Mendelssohn, Heinrich Heine, Eduard Gans, Ludwig Börne y el príncipe Hermann von Pückler-Muskau. En varias ocasiones la pareja Varnhagen visitó a Goethe en Weimar. Uno de los visitantes ocasionales del salón en Mauerstraße, el dramaturgo austríaco Franz Grillparzer, dijo sobre Rahel Varnhagen... "esta mujer envejecida, deformada por la enfermedad, parecida a un hada, por no decir una bruja, comenzó a hablar. Mi fatiga se desvaneció y dio paso a una especie de embriaguez. Ella habló y habló hasta la medianoche. ¿Me marché por mí mismo o tuvieron que echarme?. Ya no lo sé. En mi vida he oído hablar de una manera más interesante, más fascinadora...."
Durante su vida Rahel Varnhagen intercambió correspondencia con más de 9.000 personas y se conservan 6.000 cartas de ella. También escribió un diario. En 1812, publicó parte de su intercambio de correspondencia con su esposo Karl August Varnhagen von Ense, que tenía que ver con Johann Wolfgang von Goethe. Además publicó anónimamente algunos escritos en almanaques y revistas. La mayor parte de sus cartas fueron editadas por su esposo y por su sobrina Ludmilla Assing, que heredo el legado de la familia Varnhagen.
Cinco días antes de morir, el 2 de marzo de 1833, a los 62 años, Varnhagen escribió de sí misma ...  "soy refugiada de Egipto y de Palestina",  y "lo que toda mi vida me ha producido mayor vergüenza, mayor dolor, mayor desgracia, haber nacido judía, ahora, por nada del mundo querría ser desposeída de ello". Está enterrada junto a su marido en el cementerio Dreifaltigkeitsfriedhof de Berlín.